# Terminocavus sealeyi
Terminocavus sealeyi es la única especie conocida del género Terminocavus de dinosaurio ceratópsido casmosaurino que vivió a finales del período Cretácico, hace aproximadamente de 75 a 74.6 millones de años, durante el Campaniano, en lo que hoy es Norteamérica. El holotipo fue encontrado en 1997, en la formación Kirtland, Nuevo México y descrito por Fowler & Freedman Fow ler, 2020. Era similar en anatomía a Pentaceratops y Anchiceratops, los cuales estaba estrechamente relacionado, pero tenía un distintivo volante superior en forma de corazón con una muesca muy estrecha. Se ha planteado la hipótesis de que forma una serie anagenética con varias otras especies de casmosaurinos.

## Descripción

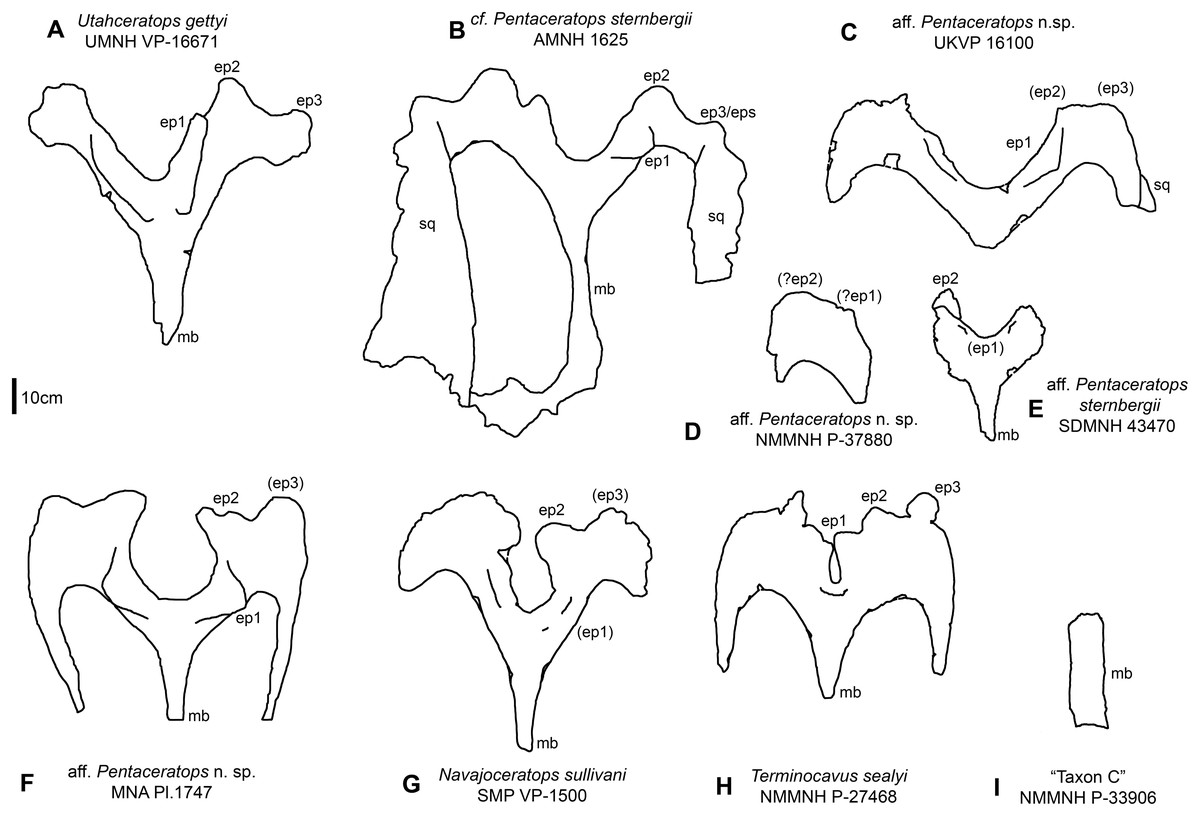
Anatomía parietal preservada de Terminocavus (H, parte inferior derecha) en comparación con sus parientes cercanos

Conocido por material limitado, Terminocavus se distingue de parientes cercanos como Pentaceratops y Anchiceratops por la anatomía de su parietal (la parte superior de su volante), que forma algo similar a un corazón. La ensenada mediana prominente (una gran muesca en el medio de la parte superior del volante) de los parientes anteriores está muy reducida, siendo muy estrecha en lugar de ancha y en forma de U.  Las barras parietales de Terminocavus, los bordes superiores del volante, son delgadas y extremadamente anchas en comparación con los parientes anteriores; tienen más forma de placa que de barra. Su barra mediana, el puntal del medio, también se ha expandido, teniendo bridas más pronunciadas que su antepasado Navajoceratops. Las fenestras parietales, los agujeros en el volante, tienen una forma más redondeada que el estado angular ancestral y son más pequeñas debido a las barras parietales y medianas expandidas. En general, la anatomía es intermedia entre la de los más primitivos como Pentaceratops y la de otros más derivados como Anchiceratops y triceratopsinis.

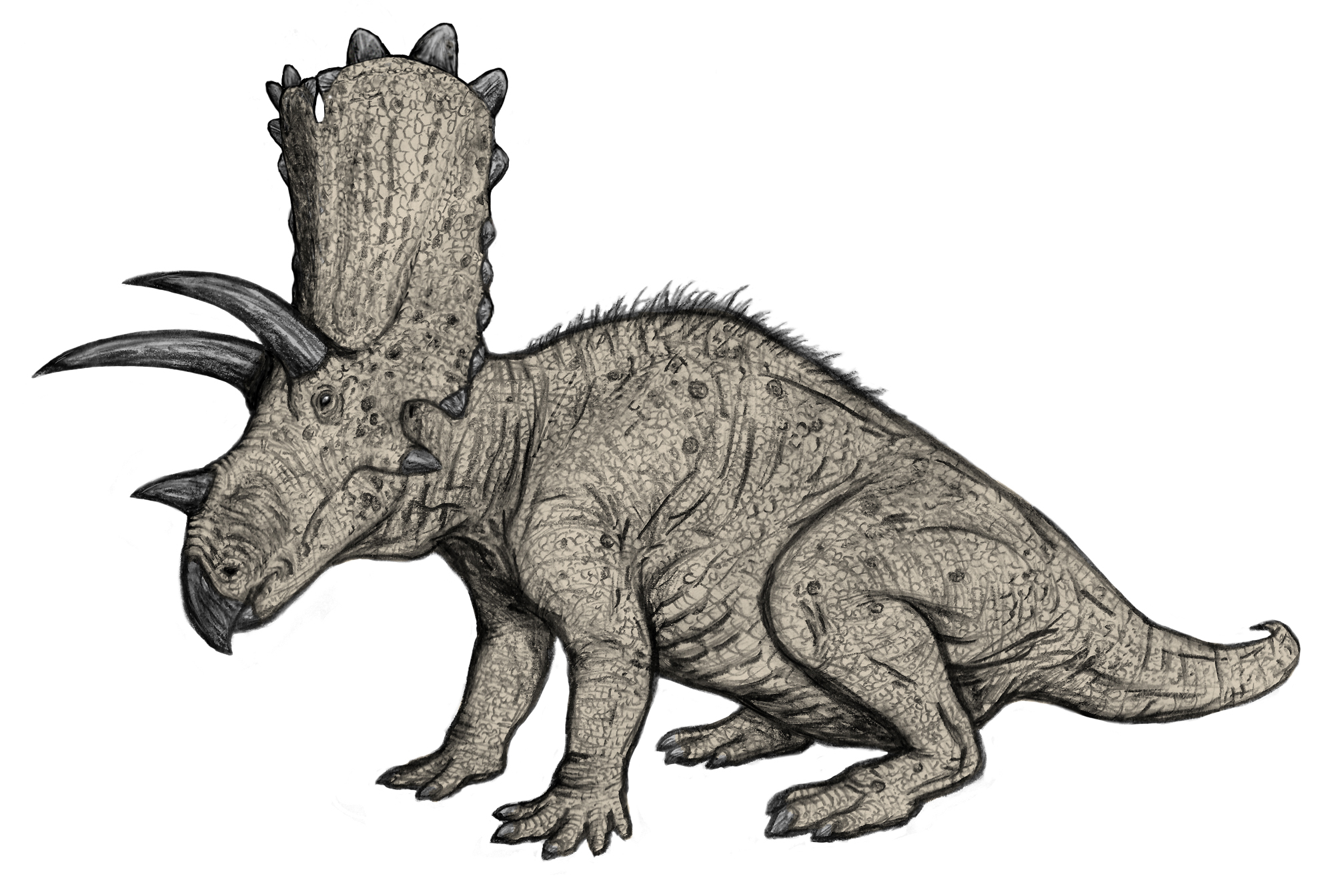
Reconstrucción

Como la mayoría de los otros casmosaurinos, sus parietales combinados tienen seis epiparietales (pequeños cuernos a lo largo del parietal), dispuestos simétricamente con tres a cada lado. El primer par, pequeño y triangular, se proyecta desde el borde superior de la ensenada media, y en la vida se habrían tocado. El segundo par es un conjunto más grande de triángulos, mientras que los terceros epiparietales tienen una forma de "D" redondeada; ambos se proyectan hacia arriba, en ángulo en línea con el resto del parietal. El escamoso derecho conservado, hueso que forma el lado derecho del volante, en sí es largo, lo que indica que los adultos tenían un volante muy grande, similar al de sus parientes. Un episquamosal singular, fusionado, pequeños cuernos a lo largo del escamosal, también se conoce del holotipo; es rugoso e indistinto del de otros ceratópsidos. También se conoce el cuerno epiyugal izquierdo, fusionado a los huesos yugal y cuadratoyugal; es robusto y grande, pero a diferencia de Pentaceratops no es especialmente largo. Los restos conocidos de Terminocavus son ligeramente más pequeños que los de Utahceratops y Pentaceratops, lo que indica que era un animal de tamaño adulto aproximadamente similar.

## Descubrimiento e investigación

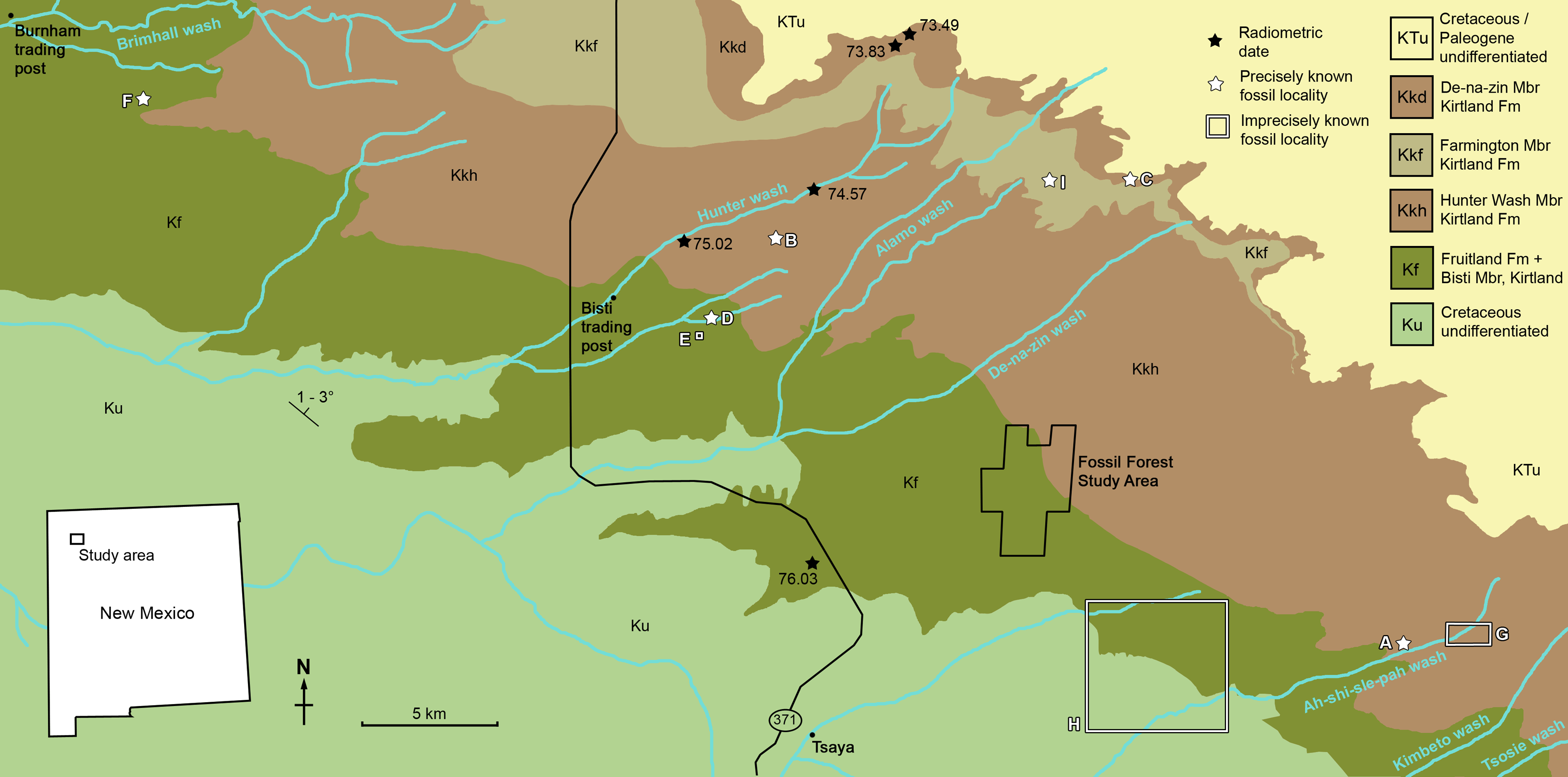
Mapa geológico de la cuenca sureste de San Juan; B (medio superior) es donde se encontró el holotipo

El holotipo NMMNH P-27468, recolectado en 1997, consiste en un parietal, o parietales emparejados fusionados, otros fragmentos de cráneo, un sacro parcial y fragmentos vertebrales. Fue descubierto en depósitos de limolita gris del miembro Hunter Wash (Campaniano) de la Formación Kirtland de la Cuenca San Juan, Nuevo México. Es la única muestra de diagnóstico de casmosaurino descubierto en la parte media o superior del miembro Hunter Wash. La edad del espécimen no está determinada; su textura de volantes indica que es un subadulto joven, pero su gran tamaño y fusión epiparietal indicarían que representa a un adulto.
Un resumen de 2005, refirió el espécimen al género Pentaceratops, aunque se señaló como distinto para el género. Joshua Fry cuestionó la remisión en una tesis de maestría (2015), y un análisis filogenético no logró agruparlo junto con otras muestras de Pentaceratops. Fue nombrado informalmente como un género distinto en 2016. Más tarde, en 2020, Denver W. Fowler y Elizabeth A. Freedman Fowler lo nombraron y describieron formalmente. El nombre genérico Terminocavus significa "llegar al final de la cavidad", refiriéndose a que la ensenada parietal está casi cerrada antes de perderse por completo en taxones más derivados. El nombre específico, sealeyi", se refiere al descubridor del espécimen holotipo, Paul Sealey. Se decidió no nombrar al holotipo como una nueva especie de Pentaceratops para evitar que el género se volviera parafilético.
PMU 23923 es un cráneo casi completo, pero muy distorsionado, también puede pertenecer a la especie y proveniene de la Formación Kirtland, Charles H. Sternberg lo descubrió en 1921. Más tarde, en 1930, fue nombrado como la nueva especie "Pentaceratops fenestratus", pero futuros autores han considerado que su distinción es el resultado de una patología. Aunque a veces se lo considera sinónimo de Pentaceratops sternbergi, Fowler y Freedman Fowler consideraron que era más probable que perteneciera a Navajoceratops o Terminocavus debido a su profunda y estrecha ensenada mediana y amplia barra parietal. Sin embargo, el espécimen está demasiado distorsionado para permitir una referencia confidente a cualquiera de ellos.

## Clasificación

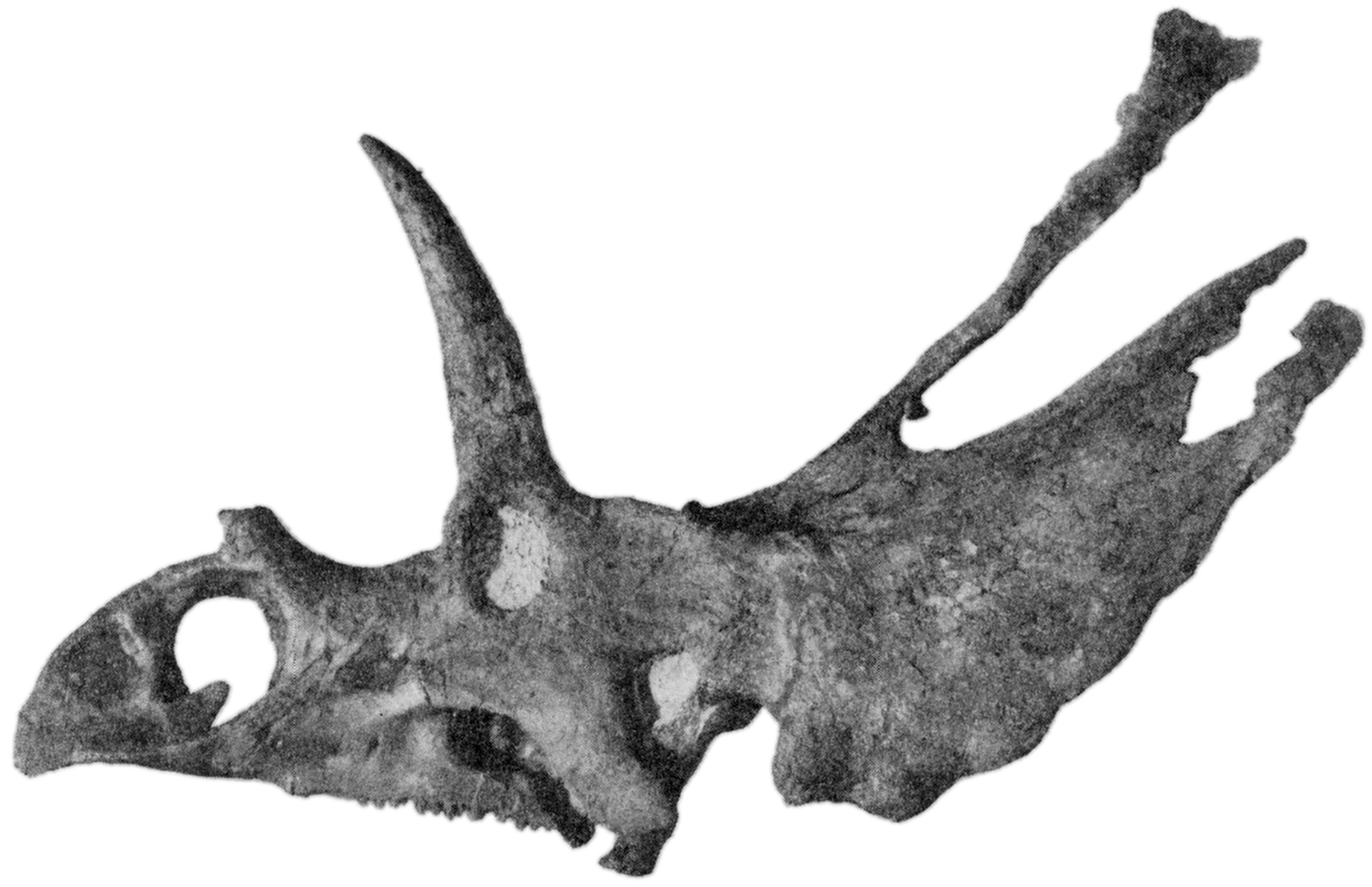
Cráneo de Pentaceratops, antepasado propuesto de Terminocavus

Terminocavus era un miembro de la subfamilia de ceratópsidos Chasmosaurinae. Fowler y Freedman Folwler (2020) dividen a los casmosaurinos en dos linajes; una "línea Chasmosaurus" que conduce a Kosmoceratops y una "línea Pentaceratops" que conduce a taxones más derivados. Terminocavus pertenece al más derivado. El análisis filogenético encontró que era relativamente derivado, más basal que Anchiceratops pero más derivado que Navajocertops. El árbol, sin embargo, es inestable; la eliminación de algunos taxones del análisis provocó que gran parte de la línea de Pentaceratops colapsara en una politomía no resuelta. Además, se señaló que la codificación de los datos de Pentaceratops y Chasmosaurus puede requerir revisión, ya que probablemente contiene especímenes de más de una especie; se observó que esto podría estar impactando negativamente los resultados. Varios taxones habían sido nombrados muy recientemente para ser incluidos en el estudio que describe Terminocavus, y su inclusión en un análisis también podría cambiar su posición.
Se propuso que Terminocavus es parte de un largo linaje anagenético de casmosaurinos. Los géneros (en secuencia) Utahceratops, Pentaceratops, Navajoceratops, Terminocavus y Anchiceratops representarían, bajo este modelo, una sola población de organismos que cambia de forma con el tiempo, en lugar de un conjunto diverso de parientes cercanos. Esto se evidencia por su morfología parietal, que muestra tendencias consistentes de cambio. Estos son: el cierre gradual de la ensenada medial inicialmente grande, aplanamiento y expansión de la barra parietal, reducción del tamaño de la fenestra parietal, cambio de su forma de angular a redonda, y desarrollo de rebordes en la barra medial. El análisis morfométrico geométrico apoyó la secuencia, encontrándolos para trazar en el orden esperado. El análisis filogenético (ver arriba), sin embargo, complicó las cosas, con los géneros Coahuilaceratops y Bravoceratops graficando dentro del supuesto linaje anagenético. Sin embargo, se observó que estos son fragmentarios y no diagnósticos respectivamente, por lo que pueden no ser importantes.

### Filogenia
A continuación se reproduce un análisis de Fowler y Freedman Fowler en 2020.

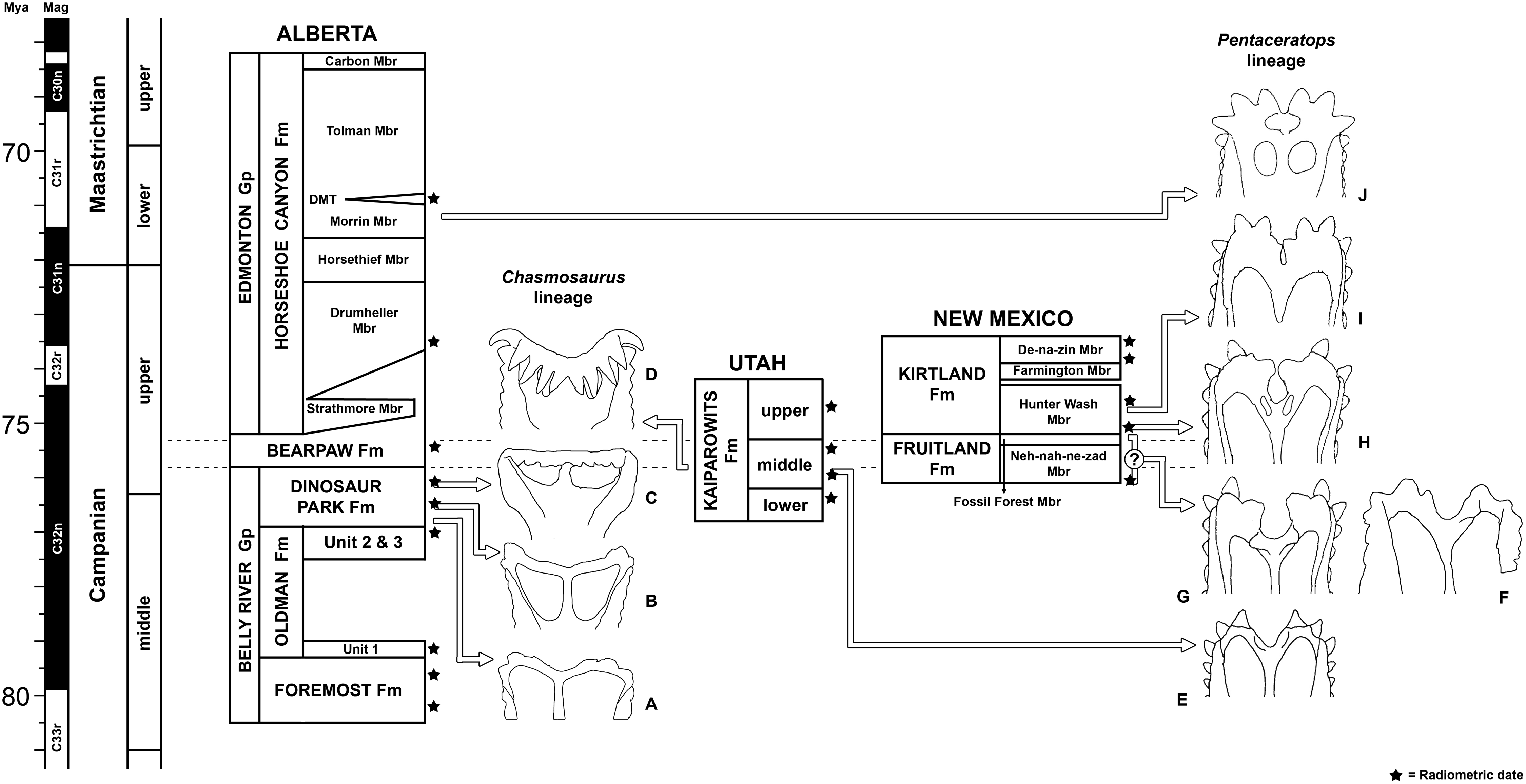
Diagrama estratigráfico que demuestra los linajes anagenéticos propuestos de casmosaurinos; el volante de Terminocavus es "I", arriba a la derecha, junto al de sus parientes cercanos

|  | Chasmosaurus                                                   |
|  |                                                                |
|  | \| \| Vagaceratops \| \| \| \| \| \| Kosmoceratops \| \| \| \| |
|  |                                                                |
|  | Vagaceratops                                                   |
|  |                                                                |
|  | Kosmoceratops                                                  |
|  |                                                                |

|  | Vagaceratops  |
|  |               |
|  | Kosmoceratops |
|  |               |

|  | Coahuilaceratops                                               |
|  |                                                                |
|  | \| \| Pentaceratops \| \| \| \| \| \| Utahceratops \| \| \| \| |
|  |                                                                |
|  | Pentaceratops                                                  |
|  |                                                                |
|  | Utahceratops                                                   |
|  |                                                                |

|  | Pentaceratops |
|  |               |
|  | Utahceratops  |
|  |               |

|  | Anchiceratops                                                      |
|  |                                                                    |
|  | \| \| Arrhinoceratops \| \| \| \| \| \| Triceratopsini \| \| \| \| |
|  |                                                                    |
|  | Arrhinoceratops                                                    |
|  |                                                                    |
|  | Triceratopsini                                                     |
|  |                                                                    |

|  | Arrhinoceratops |
|  |                 |
|  | Triceratopsini  |
|  |                 |

|  | Anchiceratops                                                      |
|  |                                                                    |
|  | \| \| Arrhinoceratops \| \| \| \| \| \| Triceratopsini \| \| \| \| |
|  |                                                                    |
|  | Arrhinoceratops                                                    |
|  |                                                                    |
|  | Triceratopsini                                                     |
|  |                                                                    |

|  | Arrhinoceratops |
|  |                 |
|  | Triceratopsini  |
|  |                 |

|  | Anchiceratops                                                      |
|  |                                                                    |
|  | \| \| Arrhinoceratops \| \| \| \| \| \| Triceratopsini \| \| \| \| |
|  |                                                                    |
|  | Arrhinoceratops                                                    |
|  |                                                                    |
|  | Triceratopsini                                                     |
|  |                                                                    |

|  | Arrhinoceratops |
|  |                 |
|  | Triceratopsini  |
|  |                 |

|  | Anchiceratops                                                      |
|  |                                                                    |
|  | \| \| Arrhinoceratops \| \| \| \| \| \| Triceratopsini \| \| \| \| |
|  |                                                                    |
|  | Arrhinoceratops                                                    |
|  |                                                                    |
|  | Triceratopsini                                                     |
|  |                                                                    |

|  | Arrhinoceratops |
|  |                 |
|  | Triceratopsini  |
|  |                 |

|  | Coahuilaceratops                                               |
|  |                                                                |
|  | \| \| Pentaceratops \| \| \| \| \| \| Utahceratops \| \| \| \| |
|  |                                                                |
|  | Pentaceratops                                                  |
|  |                                                                |
|  | Utahceratops                                                   |
|  |                                                                |

|  | Pentaceratops |
|  |               |
|  | Utahceratops  |
|  |               |

|  | Anchiceratops                                                      |
|  |                                                                    |
|  | \| \| Arrhinoceratops \| \| \| \| \| \| Triceratopsini \| \| \| \| |
|  |                                                                    |
|  | Arrhinoceratops                                                    |
|  |                                                                    |
|  | Triceratopsini                                                     |
|  |                                                                    |

|  | Arrhinoceratops |
|  |                 |
|  | Triceratopsini  |
|  |                 |

|  | Anchiceratops                                                      |
|  |                                                                    |
|  | \| \| Arrhinoceratops \| \| \| \| \| \| Triceratopsini \| \| \| \| |
|  |                                                                    |
|  | Arrhinoceratops                                                    |
|  |                                                                    |
|  | Triceratopsini                                                     |
|  |                                                                    |

|  | Arrhinoceratops |
|  |                 |
|  | Triceratopsini  |
|  |                 |

|  | Anchiceratops                                                      |
|  |                                                                    |
|  | \| \| Arrhinoceratops \| \| \| \| \| \| Triceratopsini \| \| \| \| |
|  |                                                                    |
|  | Arrhinoceratops                                                    |
|  |                                                                    |
|  | Triceratopsini                                                     |
|  |                                                                    |

|  | Arrhinoceratops |
|  |                 |
|  | Triceratopsini  |
|  |                 |

|  | Anchiceratops                                                      |
|  |                                                                    |
|  | \| \| Arrhinoceratops \| \| \| \| \| \| Triceratopsini \| \| \| \| |
|  |                                                                    |
|  | Arrhinoceratops                                                    |
|  |                                                                    |
|  | Triceratopsini                                                     |
|  |                                                                    |

|  | Arrhinoceratops |
|  |                 |
|  | Triceratopsini  |
|  |                 |

|  | Chasmosaurus                                                   |
|  |                                                                |
|  | \| \| Vagaceratops \| \| \| \| \| \| Kosmoceratops \| \| \| \| |
|  |                                                                |
|  | Vagaceratops                                                   |
|  |                                                                |
|  | Kosmoceratops                                                  |
|  |                                                                |

|  | Vagaceratops  |
|  |               |
|  | Kosmoceratops |
|  |               |

|  | Coahuilaceratops                                               |
|  |                                                                |
|  | \| \| Pentaceratops \| \| \| \| \| \| Utahceratops \| \| \| \| |
|  |                                                                |
|  | Pentaceratops                                                  |
|  |                                                                |
|  | Utahceratops                                                   |
|  |                                                                |

|  | Pentaceratops |
|  |               |
|  | Utahceratops  |
|  |               |

|  | Anchiceratops                                                      |
|  |                                                                    |
|  | \| \| Arrhinoceratops \| \| \| \| \| \| Triceratopsini \| \| \| \| |
|  |                                                                    |
|  | Arrhinoceratops                                                    |
|  |                                                                    |
|  | Triceratopsini                                                     |
|  |                                                                    |

|  | Arrhinoceratops |
|  |                 |
|  | Triceratopsini  |
|  |                 |

|  | Anchiceratops                                                      |
|  |                                                                    |
|  | \| \| Arrhinoceratops \| \| \| \| \| \| Triceratopsini \| \| \| \| |
|  |                                                                    |
|  | Arrhinoceratops                                                    |
|  |                                                                    |
|  | Triceratopsini                                                     |
|  |                                                                    |

|  | Arrhinoceratops |
|  |                 |
|  | Triceratopsini  |
|  |                 |

|  | Anchiceratops                                                      |
|  |                                                                    |
|  | \| \| Arrhinoceratops \| \| \| \| \| \| Triceratopsini \| \| \| \| |
|  |                                                                    |
|  | Arrhinoceratops                                                    |
|  |                                                                    |
|  | Triceratopsini                                                     |
|  |                                                                    |

|  | Arrhinoceratops |
|  |                 |
|  | Triceratopsini  |
|  |                 |

|  | Anchiceratops                                                      |
|  |                                                                    |
|  | \| \| Arrhinoceratops \| \| \| \| \| \| Triceratopsini \| \| \| \| |
|  |                                                                    |
|  | Arrhinoceratops                                                    |
|  |                                                                    |
|  | Triceratopsini                                                     |
|  |                                                                    |

|  | Arrhinoceratops |
|  |                 |
|  | Triceratopsini  |
|  |                 |

|  | Coahuilaceratops                                               |
|  |                                                                |
|  | \| \| Pentaceratops \| \| \| \| \| \| Utahceratops \| \| \| \| |
|  |                                                                |
|  | Pentaceratops                                                  |
|  |                                                                |
|  | Utahceratops                                                   |
|  |                                                                |

|  | Pentaceratops |
|  |               |
|  | Utahceratops  |
|  |               |

|  | Anchiceratops                                                      |
|  |                                                                    |
|  | \| \| Arrhinoceratops \| \| \| \| \| \| Triceratopsini \| \| \| \| |
|  |                                                                    |
|  | Arrhinoceratops                                                    |
|  |                                                                    |
|  | Triceratopsini                                                     |
|  |                                                                    |

|  | Arrhinoceratops |
|  |                 |
|  | Triceratopsini  |
|  |                 |

|  | Anchiceratops                                                      |
|  |                                                                    |
|  | \| \| Arrhinoceratops \| \| \| \| \| \| Triceratopsini \| \| \| \| |
|  |                                                                    |
|  | Arrhinoceratops                                                    |
|  |                                                                    |
|  | Triceratopsini                                                     |
|  |                                                                    |

|  | Arrhinoceratops |
|  |                 |
|  | Triceratopsini  |
|  |                 |

|  | Anchiceratops                                                      |
|  |                                                                    |
|  | \| \| Arrhinoceratops \| \| \| \| \| \| Triceratopsini \| \| \| \| |
|  |                                                                    |
|  | Arrhinoceratops                                                    |
|  |                                                                    |
|  | Triceratopsini                                                     |
|  |                                                                    |

|  | Arrhinoceratops |
|  |                 |
|  | Triceratopsini  |
|  |                 |

|  | Anchiceratops                                                      |
|  |                                                                    |
|  | \| \| Arrhinoceratops \| \| \| \| \| \| Triceratopsini \| \| \| \| |
|  |                                                                    |
|  | Arrhinoceratops                                                    |
|  |                                                                    |
|  | Triceratopsini                                                     |
|  |                                                                    |

|  | Arrhinoceratops |
|  |                 |
|  | Triceratopsini  |
|  |                 |